# Alfred Horn (Politiker)
Alfred Horn (* 4. August 1898 in Wien; † 10. März 1959 in Hallein) war österreichischer Politiker (SPÖ), Bürgermeister der niederösterreichischen Stadtgemeinde Schwechat und Abgeordneter zum Nationalrat.

## Leben
Alfred Horn wurde am 4. August 1898 in Wien geboren, besuchte die Volksschule, danach die Bürgerschule und erlernte den Beruf des Huf- und Wagenschmiedes. Bereits als Lehrling trat er dem Verband der jugendlichen Arbeiter bei, in den Jahren 1918 bis 1934 war Horn unter anderem auch Funktionär der Freien Gewerkschaften. Nach dem Ersten Weltkrieg trat er in die Dienste der Bundesgendarmerie ein. 
Im Zweiten Weltkrieg musste er vom 6. Oktober bis zum 14. Dezember 1939 in das in Arbeitslager Kaprun und vom 25. April 1940 bis zum 8. September 1941 in das Arbeitslager Präbichl um politische Freiheitsstrafen zu verbüßen. Bei der ersten Nationalratswahl in Österreich 1945 wurde Horn vom Wahlkreis 9 (Viertel unterm Wienerwald) in den Nationalrat gewählt. Am 26. Juli 1945 wurde er zum Bezirksvorsteher des 23. Bezirkes (damals Schwechat) von Groß-Wien. Nach der Rückgliederung von Schwechat zu Niederösterreich wurde er 1946 Bürgermeister der Stadt. Bereits im Mai 1947 legte er das Amt als Bürgermeister zurück und war Bezirksvorsteher bis 1954.
Alfred Horn verstarb während eines Kuraufenthaltes in Dürrnberg bei Hallein im Bundesland Salzburg an einem lange bekannten Herzleiden, er wurde am Schwechater Pfarrfriedhof beigesetzt. In Schwechat erinnert heute die Alfred Horn-Straße an sein Wirken.